# Уткульбаев, Юрий Анварович
Ю́рий Анва́рович Уткульба́ев (род. 16 декабря 1969, Казань) — российский футболист, вратарь; футбольный тренер.

## Биография

### Карьера игрока
Воспитанник казанского футбола (СДЮШОР «Рубин», ДЮСШ «Тасма»). Учился в физкультурном институте в Набережных Челнах, служил в армии. Помимо выступления за татарстанские «Нефтехимик» и «Рубин», по одному сезону провёл в составах миасского «Торпедо» и тобольского «Иртыша». Два сезона провёл в высшей мини-футбольной лиге России за казанский «Приволжанин».

### Тренерская карьера
Работал главным тренером в командах «Рубин» Казань (молодёжная), «Рубин-2». В сезоне-2014/15 молодёжка «Рубина» и «Рубин-2» полуторным составом и единым тренерским штабом участвовали в молодёжном первенстве России и Первенстве ПФЛ (зона «Урал-Поволжье»).
22 декабря 2015 года был представлен в качестве главного тренера ФК «Актобе» (Казахстан).
30 декабря 2016 года был назначен главным тренером нижнекамского «Нефтехимика». Уткульбаев провёл у руля «Нефтехимика» 123 официальных матча, в которых одержал 64 победы. Под его руководством нижнекамцы вернулись в ФНЛ и установили рекорд клуба в первом дивизионе (5-е место). Был уволен 30 декабря 2020 года. После ухода из «Нефтехимика» возглавил департамент развития игроков академии «Рубина».
15 ноября 2022 после ухода Леонида Слуцкого был назначен исполняющим обязанности главного тренера «Рубина». 28 января 2023 года был утверждён главным тренером, подписав контракт до конца сезона 2022/23. 12 апреля 2023 года «Рубин» и Уткульбаев расторгли трудовой договор, в восьми матчах клуб под его руководством одержал четыре победы и четырежды сыграл вничью.

### Личная жизнь
Женат. Сын Артур (род. 1992) — тренер-аналитик. Работал в юношеских командах «Рубина», «Нефтехимике» и красноярском «Енисее», в январе — апреле 2023 года — в тренерском штабе «Рубина», с июня 2023 года — в «Пари НН».

## Достижения
В качестве футболиста
«Рубин»
- Победитель Второй лиги ПФЛ: 1997 (зона «Центр»)

В качестве тренера
«Рубин»
- Обладатель Кубка Содружества: 2010[19]
- Бронзовый призёр молодёжного первенства России: 2014/15

«Нефтехимик»
- Победитель Первенства ПФЛ: 2018/19 (группа «Урал-Приволжье»)